# آل حسن (الرياشية)

تعديل مصدري - تعديل

آل حسن هي إحدى قرى عزلة جبل الرياشية بمديرية الرياشية التابعة لمحافظة البيضاء، بلغ تعداد سكانها 975 نسمة حسب تعداد اليمن لعام 2004.